# The Kickin Grass Band
Créé en 2002, le groupe américain de bluegrass The Kickin Grass, originaire de Raleigh en Caroline du Nord, est constitué de 5 musiciens avec des instruments caractéristiques du bluegrass que sont la guitare, le banjo, le violon, la mandoline et la contrebasse.
Leur style de musique est un bluegrass traditionnel qui s'inspire de Bill Monroe mais aussi de folk et de vieille country.
Les membres fondateurs Lynda Wittig Dawson, (auteur-compositeur, guitare et chant), Jamie Dawson (mandoline) et Patrick Walsh (contrebasse) sont toujours présents. Si plusieurs autres musiciens les ont accompagnés c'est actuellement Hank Smith (banjo) et Pattie Hopkins (violon) qui complètent le groupe.
Le 14 janvier 2012 le groupe a fêté ses 10 ans en offrant un concert au Carolina Theater de Durham. À cette occasion a été enregistré leur premier album live Live at the Carolina Theatre sorti en juillet 2013.
En 2012 The Kickin Grass Band remporte le Carolina Music Award dans la catégorie Bluegrass/Americana.

## Membres du groupe

### Composition actuelle
- Lynda Wittig Dawson : auteur-compositeur, guitare et chant
- Jamie Dawson : mandoline et chant
- Hank Smith : banjo
- Pattie Hopkins : violon et chant
- Patrick Walsh : contrebasse et chant

### Anciens membres
- Bobby Brit : violon
- Matt Hooper : violon
- Kyra Moore : banjo
- Ben Walters : banjo

## Discographie